# 制止危及海上航行安全非法行为公约
制止危及海上航行安全非法行为公约（英語：Convention for the Suppression of Unlawful Acts Against the Safety of Maritime Navigation - SUA），是1988年国际海事组织制订的国际公约。公约订于意大利罗马，于1992年3月1日生效，保存人是国际海事组织秘书长。

## 背景
各缔约国考虑到危及海上航行安全的非法行为危及人身财产安全，严重影响海上业务的经营并有损于世界人民对海上航行安全的信心；深信迫切需要在国家间开展国际合作，拟定和采取切实有效的措施，防止一切危及海上航行安全的非法行为，对凶犯起诉并加以惩罚。各缔约国为此制订本公约各条款。

## 内容
公约规定了若干犯罪行为：
1. 以任何恐吓形式夺取或控制船舶；
2. 对船上人员施用有可能危及船舶航行安全的暴力行为；
3. 毁坏船舶，或对船舶或其货物造成有可能危及船舶航行安全的损害；
4. 把有可能危及船舶航行安全的装置或物质放置于船上；
5. 毁坏或严重损害海上导航设施，或严重干扰其运行的有可能危及船舶航行安全的行为；
6. 传递其明知是虚假的情报从而危及船舶航行安全；
7. 从事上述各项的任何罪行未遂，唆使、威胁、同谋者，或为此伤害或杀害任何人。

公约还对惩罚、管辖权、刑事诉讼、引渡等作了规定。